# Alan Quinlan
Alan Quinlan (in gaelige Ailín Ó Caoindealbhain; Tipperary, 13 luglio 1974) è un ex rugbista a 15, giornalista e commentatore televisivo irlandese, per 15 anni terza linea ala del Munster e internazionale per l'Irlanda, con cui prese parte a tre edizioni della Coppa del Mondo.

## Biografia
Tesserato per lo Shannon lungo tutta la sua carriera rugbistica, rappresentò l'Irlanda a livello Under-20 nel 1993 ed entrò nel 1996 nei ranghi della formazione provinciale di Munster, con la quale disputò il campionato interprovinciale irlandese; dopo la scuola si impiegò come meccanico presso un autosalone di Tipperary, ma lasciò il lavoro per impegnarsi a ottenere un ingaggio professionistico, che giunse nel 1997 proprio a opera del Munster.
Quinlan debuttò in Nazionale irlandese durante la Coppa del Mondo di rugby 1999, nel corso del girone che si tenne a Dublino, avversaria la Romania.
Il suo secondo incontro internazionale fu, tuttavia, più di un anno dopo, nel corso del Sei Nazioni 2001 a Roma contro l'Italia; nel corso della sua carriera internazionale, durata in totale 9 anni, totalizzò 27 presenze, incluse quelle alla Coppa del Mondo di rugby 2003 in Australia; convocato anche per la Coppa del Mondo di rugby 2007 in Francia non fu, tuttavia, mai schierato in tale edizione di competizione.
Nel 2009 fu convocato dai British and Irish Lions per il loro tour in Sudafrica, ma una squalifica sopravvenuta per un incidente di gioco contro Leo Cullen del Leinster gli causò una sospensione di 12 settimane che gli fece perdere l'appuntamento con la selezione interbritannica, circostanza che anni dopo Quinlan definì causa di depressione fino alla soglia del suicidio.
Nell'aprile 2011 annunciò il suo ritiro dalle competizioni alla fine della stagione e, dopo il termine della carriera agonistica, iniziò quella di giornalista, columnist e commentatore sportivo per Sky Sports e l'Irish Times.
Quinlan vanta anche un invito nella selezione dei Barbarians, nel 2010 a Twickenham contro un XV dell'Irlanda.

## Palmarès
- Celtic League: 3
2002–03, 2008–09, 2010–11
- Celtic Cup: 1
2004-05
- Heineken Cup: 2
2005-06, 2007-08